# Église Sainte-Libaire de Lépanges-sur-Vologne
L'église Sainte-Libaire de Lépanges-sur-Vologne est un édifice religieux du XIXe siècle en grès rose des Vosges nommée en référence à Libaire de Grand.

## Historique
Elle fut construite dans les années 1863 par la volonté des habitants de Lépanges de prendre leur indépendance par rapport à la paroisse de Deycimont et de ne plus contribuer financièrement à l'entretien de son église, qui avait déjà été source de discorde entre les deux communautés par le passé.
C'est dans cette église qu'ont eu lieu les obsèques de Grégory Villemin décédé le 16 octobre 1984.

## Architecture
L'église est un bâtiment à trois vaisseaux de six travées. La nef, voûtée en berceau, donne sur les bas-côtés par des grandes arcades en plein cintre reposant sur des piliers ronds ; lesquels bas-côtés sont ouverts de six baies ornées de vitraux. 
L'église n'a pas de transept. Les bas-côtés aboutissent du côté oriental sur deux autels : au nord un autel dédié à la Vierge, au sud l'autel portant le tabernacle et le reliquaire de sainte Libaire. La nef, quant à elle, donne directement sur un chœur à cinq pans.

## Décor et mobilier
Les vitraux de l'église représentent à la fois des scènes du Nouveau Testament  (la mort de saint Joseph, la Cène, le baptême du Christ, la Crucifixion, la Résurrection), mais également des scènes religieuses plus « locales » (Apparitions à Jeanne d'Arc, martyre de sainte Libaire, enseignement de saint Pierre Fourier)
En ce qui concerne l'œuvre sculpté, il est relativement limité pour la ronde-bosse : un Christ dans sa gloire, une statue de Notre Dame de l'Usine, une statue de Jean-Marie Vianney, une pietà.
Le chemin de croix est en haut-relief.